# Mata Nacional dos Medos

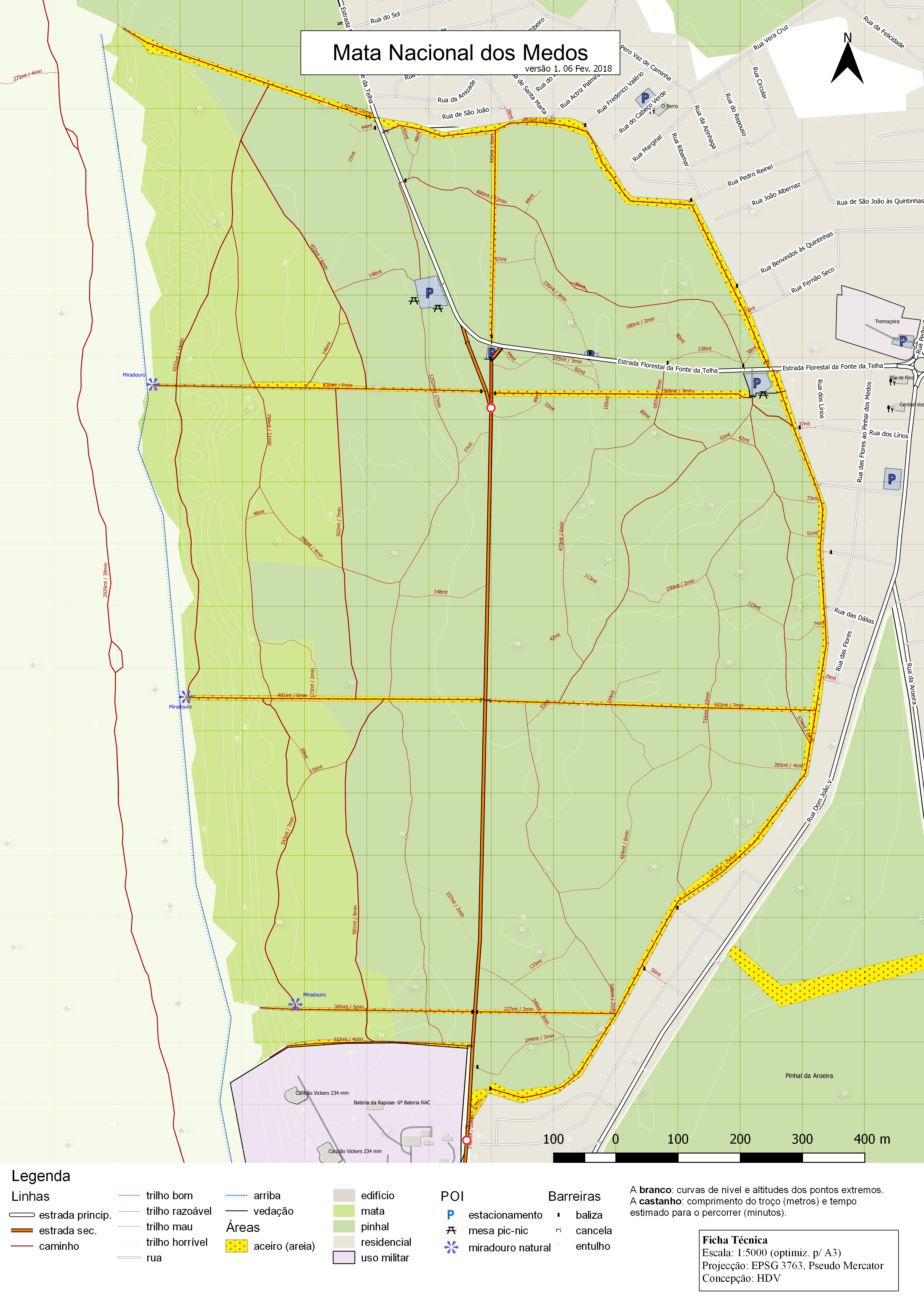
Mapa da Mata Nacional dos Medos

A Mata Nacional dos Medos é um espaço arborizado localizado na freguesia da Charneca de Caparica, no Município de Almada, com aproximadamente 340 hectares de área. 
O seu nome deriva da designação dada aos montes de areia, tipicamente formados por acção do vento, junto ao mar ("medos" ou "médões"). De facto, devido à deslocação das areias das dunas existentes a Oeste, o rei D. João V de Portugal mandou plantar esta mata, no século XVIII, para evitar que estas invadissem os terrenos de génese agrícola situados a leste. Devido a ter sido mandada plantar pelo rei, esta zona era ainda conhecida pela designação Pinhal do Rei.
O local foi classificado como reserva natural (botânica) em 1971 (Decreto 444/71, de 23 de Outubro), integrando ainda a Paisagem Protegida da Arriba Fóssil da Costa de Caparica.

## Flora
A mata é sobretudo caracterizada pela presença de pinheiro-manso, sendo constituída por comunidades de arbustos característicos de zonas mediterrânicas onde se faz sentir a influência do Atlântico. Outras espécies de ocorrência significativa incluem  o pinheiro-bravo, a aroeira, o carrasco, o medronheiro, o rosmaninho e o tomilho. Ocorrem matagais de sabina-das-praias juntamente com pinheiros, matagais de carrasco, e também zonas de matos constituídos por tojo-chamusco e camarinha.
Ocorrem ainda, com uma menos distribuição, a joina-das-areias e o sargaço.
A mata possui 3 espécies que só existem em Portugal e 15 que só existem na Península Ibérica.

## Fauna
Aqui ocorrem e nidificam aves como a águia-de-asa-redonda, o mocho-galego e a coruja-do-mato. Em termos de mamíferos, ocorre o texugo, o ouriço-cacheiro e a gineta.
Em termos de répteis e anfíbios ocorrem a salamandra-de-pintas-amarelas e a lagartixa-ibérica.

## Ficção
A mata inspirou um livro infantil com o mesmo nome, subsequentemente alvo de adaptação a teatro de marionetas e recomendado pelo Plano Nacional de Leitura para o quarto ano.

## Polémica e ameaça de destruição
A partir de 2008, na sequência do projecto de ampliação da Estrada Regional 377-2, parte da mata foi ameaçada de destruição e suspeita de ser alvo de especulação imobiliária, tendo protagonizado um movimento de defesa e litígio.

## Ligações Externas
1. Mata dos Medos - na pág. da J.F. da Costa de Caparica.
2. Câmara Municipal de Almada - Mata Nacional dos Medos.
3. Centro de Interpretação da Mata dos Medos (ICNF).
4. Flora.On - espécies com registos em Arriba Fóssil da Costa de Caparica (Sociedade Portuguesa de Botânica).